# 別れの予感
「別れの予感」（わかれのよかん）は、1987年6月21日にリリースされたテレサ・テンのシングル。発売元はトーラスレコード（のちに解散。現在はユニバーサルミュージックから発売）。
中国語曲名は「別離的預感」もしくは「襟曲」であるが、テレサ本人による中国語カバーはされていない。

## 収録曲
1. 別れの予感
作詞：荒木とよひさ、作曲：三木たかし、編曲：林有三、ストリングス・アレンジ：服部克久
2. 酒醉的探戈
作詞：張宗榮、作曲：陳金明、編曲：林有三

## カバー
別れの予感
- 香港出身の歌手、ビビアン・チョウ（3インチ・マキシ・シングル『逢いにゆきたいの』（1997年2月26日発売）に収録）
- 黄思婷（中国語版）（台湾語カバー。曲名は「愛你無心」。1995年。）
- 楊曼莉（標準中国語カバー。アルバム「深愛着你」に収録。曲名はアルバム名と同じ。2005年。）
- 門倉有希（カバー・アルバム『プリズム』に収録）
- 中森明菜（カバー・アルバム『ZERO album〜歌姫II』に収録）
- 岩崎宏美（カバー・アルバム『Dear FriendsIV』に収録）
- ニック・ニューサ（シングル『た・ら・れ・ば』に収録）
- 夏川りみ（ベストアルバム『台湾精選 〜Best Collection 2016〜』（2016年3月16日発売）に収録）[1]
- ハナレグミ（シングル『深呼吸』（2016年5月25日発売）に収録）
- 由紀さおり（カバーアルバム『あなたと共に生きてゆく〜由紀さおり テレサ・テンを歌う〜』（2016年7月27日発売）に収録）[2]
- 岩佐美咲（シングル『恋の終わり三軒茶屋』(2019年2月13日)に収録）